# Matic Kramaršič
Matic Kramaršič, slovenski smučarski skakalec, * 2. februar 1990, Ljubljana.
Kramaršič je član kluba Costella SSK Ilirija. Leta 2010 je kot član slovenske reprezentanco osvojil bronasto medaljo na svetovnem mladinskem prvenstvu v Hinterzartnu. V kontinentalnem pokalu je dosegel dve zmagi, 19. decembra 2009 v estonskem Otepääju in 3. decembra 2011 v poljski Wisłi, ob tem ima še pet uvrstitev na stopničke. V svetovnem pokalu je debitiral 29. novembra 2008, ko je na tekmi v finskem Kuusamu zasedel 46. mesto. 7. februarja 2010 je nastopil na ekipni tekmi v nemškem Willingenu in s slovensko reprezentanco osvojil četrto mesto. Najboljšo uvrstitev v svetovnem pokalu je dosegel 16. januarja 2011, ko je zasedel 31. mesto v japonskem Saporu.